# Ambasada Irlandii przy Stolicy Apostolskiej
Ambasada Irlandii przy Stolicy Apostolskiej – misja dyplomatyczna Republiki Irlandii przy Stolicy Apostolskiej. Ambasada mieści się w Rzymie, w pobliżu Watykanu.

## Historia
Stolica Apostolska była jednym z pierwszych podmiotów prawa międzynarodowego, z którymi Irlandia ustanowiła pełne stosunki dyplomatyczne w latach dwudziestych XX w. W 2011 władze irlandzkie zamknęły ambasadę przy Stolicy Apostolskiej, oficjalnie z powodu cięć finansowych (była to jedna z kilku zlikwidowanych ówcześnie ambasad), jednak komentatorzy zwracali uwagę na kryzys w relacjach watykańsko-irlandzkich. W 2014 ambasada została ponownie otwarta.